# R1タカハシ
有限会社R1タカハシ（アールワンタカハシ）は、オートバイの販売・買取事業を展開・経営する日本の企業。

## 概略
- 商号：有限会社R1タカハシ
- 本社所在地：〒535-0031 大阪府大阪市旭区大宮3丁目20番25号
- 代表取締役社長：清水 正一（しみず しょういち）

## 取扱いメーカー
- 国内メーカー：ホンダ - ヤマハ - スズキ（海外輸出仕様車も含む）
- 海外メーカー：ピアジオ(伊） - PGO（台湾)

## 沿革
- 1953年 - 「高橋商会」創業　
  - 自動車・自転車・オートバイ商として設立
- 1987年 - 商号を現在の「R1タカハシ」に変更
- 2004年 - 「有限会社R1タカハシ」設立

## 加盟団体・協会
- NMCA　日本二輪車協会
- NMCA　中古車査定士在籍店
- 社団法人自動車公正取引協議会
- 社団法人全国二輪車安全普及協会
  - 盗難情報照会システム加盟店
- 大阪オートバイ共同事業組合
- 大阪府自転車軽自動車商業共同組合 - ウェイバックマシン（2002年10月9日アーカイブ分）
- 大阪府二輪車安全普及協会
- 大阪府二輪車協会
- 二輪車リサイクルシステム加入店
- ホンダライディングアドバイザー在籍店
- 二輪ETCセットアップ取扱店